# Letea
Letea est un ancien cordon littoral dunaire (grind) désormais enclavé du delta du Danube, une forêt primaire inondable de 5 247 ha entourée de sansouires et protégée par une réserve intégrale de 2 825 ha depuis 1938, classée en catégorie I par l’UICN et incluse depuis l’an 2000 dans la réserve de biosphère inscrite sur la liste du Patrimoine mondial de l’UNESCO.

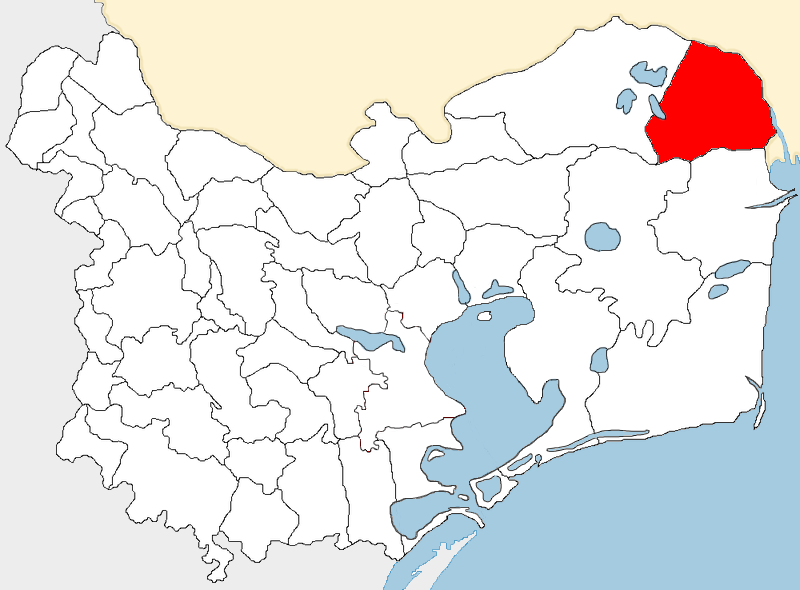
La commune de Rosetti dans le județ de Tulcea. En jaune l'Ukraine.

## Géographie
Le grind de Letea a une superficie de 170,03 km2 et culmine à 15 m d’altitude. Situé à 23 km au Nord-Ouest de Sulina où beaucoup d'habitants travaillent, il est limité au Nord et à l’Est par le bras de Chilia du Danube (frontalier de l’Ukraine) par lequel les pêcheurs Létois pourraient accéder au golfe de Musura de la mer Noire, s’il n’y avait pas depuis 1948 un litige frontalier à cet endroit, les deux rives de l’embouchure de Chilia appartenant aujourd’hui à l’Ukraine, et le petit canal frontalier de Musura étant insuffisamment profond et réservé à la navigation des garde-frontières (la frontière roumano-ukrainienne est aussi une frontière de l'Union européenne, sévèrement gardée). Le territoire est légèrement vallonné ; le rivage fluvial est plat et sablonneux.
Administrativement, le grind de Letea relève de la commune de C.A. Rosetti (ro), dans le județ de Tulcea, en Dobrogée, province roumaine. La commune de Rosetti est formée par cinq villages : Rosetti (ro), Cardon (ro), Letea, Periprava (ro) et Sfiștofca (ro) et son territoire inclut en grande partie le grind de Letea.
La faune comprend un grand nombre d’espèces de poissons, d’oiseaux (principalement palmipèdes et échassiers) et de mammifères, dont des colonies de pélicans et des hardes de chevaux et de bovins redevenus sauvages. On y trouve des silures de plusieurs mètres de longueur, des sandres, des brochets et des carpes en quantité ; les œufs des carpes et des brochets sont servis dans les auberges de la zone. La Roumanie est signataire de la Convention de Ramsar sur la préservation des milieux humides.

## Histoire
Dans l’antiquité, le grind de Letea, à l’époque nommé Thiagola, était encore une île du Pont Euxin au-devant des bras danubiens de Psilon et de Boreion, qui ont fini par combler le bras de mer qui l’en séparait. La colonie grecque de Harpis apparaît aux VIIIe et VIIe siècles av. J.-C. au nord du grind, probablement là où se trouvent aujourd'hui les villages de Periprava ou bien de Vâlcov. Les rivages étaient peuplés de Gètes : des Thraces du nord progressivement hellénisés et romanisés. De ce processus sont issus les Pontiques de langue grecque et les Valaques de langue romane, auxquels s’ajouteront, au XIVe siècle, des Génois qui bâtissent une fortification et créent un port nomme Licostomo à l’emplacement de l’actuelle Periprava. Licostomo figure sur les portulans génois, mais son nom est grec : Lykostoma signifie « embouchure des loups » et il est probable qu’une escale byzantine se trouvait déjà là auparavant.

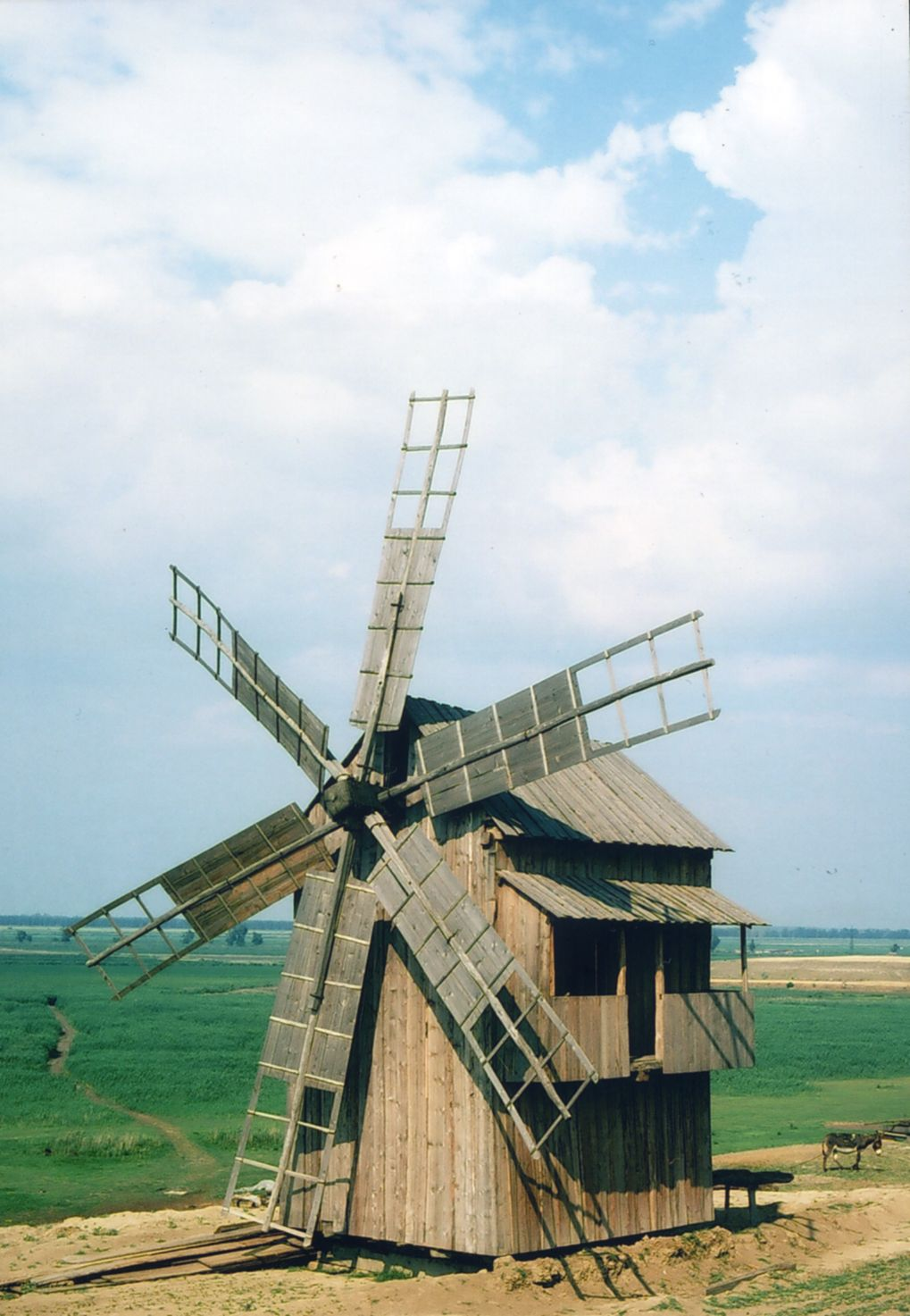
Ancien moulin en bois sur le grind de Letea. Tous ont été démolis sous le régime communiste, mais quelques-uns ont été reconstruits depuis l'an 2000.

Au XVIIe siècle (à la suite des persécutions du tsar russe Pierre le Grand contre les orthodoxes vieux-croyants) et au XVIIIe siècle (après la bataille de Poltava de 1709), plusieurs milliers de lipovènes (de langue russe) puis de cosaques zaporogues (de langue ukrainienne) s’installent également sur le grind : ce sont les fondateurs des villages de Periprava et de Sfiștofca, mais ils se fixent également à Letea (mentionné en 1715) et ils forment actuellement un tiers de la population du grind.
Le grind de Letea a beaucoup souffert du régime communiste en partie en raison de la tradition de résistance des habitants : après avoir été partisans anti-nazis, ils furent des résistants anti-staliniens notamment lors de la collectivisation (1951) qui fut l’occasion de nombreuses tragédies locales, les troupes de la police politique tirant parfois dans le tas contre les villageois révoltés. Le pénitencier de Periprava, dont on voit encore les ruines, devînt le centre d’un petit Goulag local où les détenus devaient couper et ramasser les cannes, avec une forte mortalité notamment hivernale, et les femmes qui leur portaient à manger étaient elles-mêmes arrêtées et maltraitées. Mais même après la « détente » des années 1960 et 70, le grind de Letea resta « dans le collimateur » des autorités qui étaient alors inspirées par l’idéologie de la « lutte de l’Homme nouveau contre la nature sauvage » : pour « dompter » cette dernière, le grind fut entouré de digues qui, empêchant la circulation naturelle des eaux (mise en valeur par Grigore Antipa dans les années 1880-1930 - voir géonomie) modifia la forêt et provoqua l’assèchement des frayères et la prolifération des moustiques et des taons dont les larves n'avaient plus de prédateurs. Après l’effondrement du régime communiste, dans les années 1990, le grind que la dictature avait rendu invivable, était presque déserté, une partie du patrimoine local (moulins en bois, églises, pêcheries) avait disparu, et beaucoup de maisons étaient en ruines.
Le tourisme démarra à partir de 1995 et, après l’an 2000, des investisseurs suisses, belges et français ouvrirent des pensions et des chambres d'hôtes. Des canaux furent creusés pour faire revenir les eaux.

## Démographie
En 2011, le village de Letea comptait 348 habitants.
Les habitants vivent traditionnellement d’horticulture et d’élevage à terre, de récolte des cannes et de pêche sur le bras de Chilia. Depuis peu, la région s’ouvre au tourisme, pour le meilleur (tourisme naturaliste et d’aventures) et pour le pire (multiplication des décharges). Mais le grind a aussi une longue tradition d’émigration, beaucoup de Létois partant travailler ailleurs ou s’engageant dans la marine. À titre d’exemple, le village de Letea proprement dit ne compte plus que 350 habitants alors qu’il en avait plus de 900 autour de 1930.

## Patrimoine maritime
L’ancienne pêcherie (cherhana) de Cardon avec ses outils de pêche traditionnels et les barques typiques de la région (les lotcas aux pointes relevées et les mahonnes pour sortir en mer après avoir traversé le liman) sont encore visibles (et, pour certaines, en usage) : un éco-musée pourrait voir le jour ici.